# Amerila arthusbertrand
Amerila arthusbertrand là một loài bướm đêm thuộc phân họ Arctiinae, họ Erebidae.

## Hình ảnh

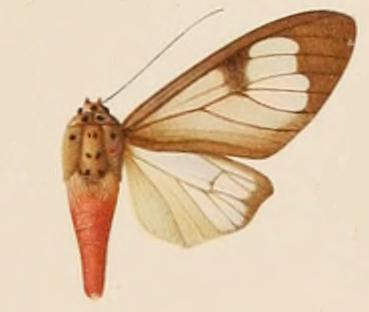